# Dalibor Anušić
Dalibor Anušić (Banja Luka, BiH, 7. travnja 1976.), bosanskohercegovački i hrvatski rukometaš i rukometni trener. Anušić ima dvojno državljanstvo, a odlukom IHF-a dopušteno mu je da nastupi za hrvatsku rukometnu reprezentaciju. Igra na poziciji pivota. 
Anušić je u karijeri igrao za Brodomerkur, talijanski Pallamano, dvije sezone je proveo u Zagrebu, zatim je dvije godine igrao u Njemačkoj Frisch Auf Göppingen, a trenutno igra za njemački MT Melsungen.
Trenutno je trener mlađih kadeta Akademije Balić & Metličić.

## Vanjske poveznice
- Dalibor Anušić - trener u Akademiji Balić&Metličić